# 1728 w polityce

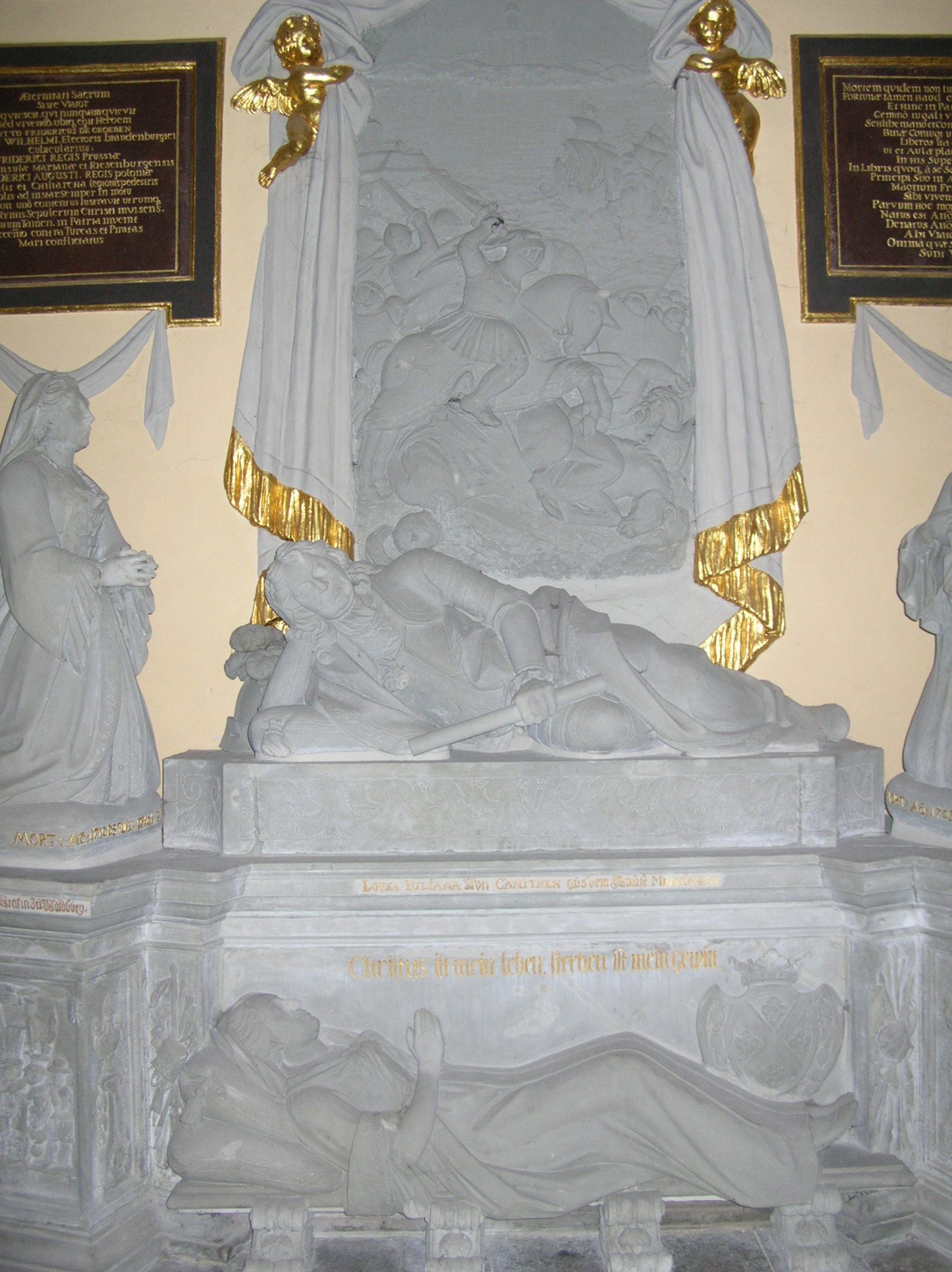
Nagrobek Ottona Friedricha von der Groeben

Wydarzenia polityczne w 1728 roku.

## Zmarli
- 30 czerwca Otto Friedrich von der Groeben, generał w armii Augusta II Mocnego[1].